# La Grande Nuit du Conte
 (novembre 2020).
La Grande Nuit du Conte est un festival annuel de contes, qui se déroule en Guinée depuis l'année 2019, principalement dans la capitale Conakry, à l'air libre, dans l'enceinte du Noom Hotel. 
Le festival mélange humour, musique traditionnelle et témoignages de participants.
Depuis sa création, le festival guinéen, dont le directeur est Moussa Doumbouya, noue des partenariats avec des médias, hôtels et institutions culturelles.

## Déroulement

### Première édition
La première édition a eu lieu le 20 décembre 2019 à l'hôtel Millenium Suites et a rassemblé plus de 400 spectateurs.
Des personnalités ont assisté au festival. Parmi elles, des hommes d'État (Malick Kébe, Malado Kaba, Moustapha Naité), des paroliers [Qui ?] et des artistes musicaux (Manamba Kanté, Sira Condé, Soul Bang's, Mory Kanté).
Des conteurs guinéens et de l'Afrique de l'Ouest se sont succédé sur scène, notamment Lamine Diabaté, Rouguiatou Camara de Guinée, Massamba Gueye du Sénégal et KPG du Burkina Faso.

### Deuxième édition
La deuxième édition a eu lieu le 4 décembre 2020 au Noom Hotel de Conakry. En raison de la pandémie de coronavirus en Guinée, le nombre de spectateurs a été limité à 200 avec pour thème la « résilience »,.

## Fréquentation
| Année | Thème      | Spectateurs | Lieu                   |
| ----- | ---------- | ----------- | ---------------------- |
| 2019  |            | 400         | Hôtel millénium suites |
| 2020  | Résilience |             | Noom Hôtel de Conakry  |